# Stanislav Antoš
Stanislav Antoš (* 13. listopadu 1966) je český politik, od roku 2024 zastupitel Plzeňského kraje, od června 2023 starosta města Domažlice (předtím v letech 2014 až 2022 místostarosta města), člen KDU-ČSL.

## Život
Redaktor a později šéfredaktor regionálních novin Domažlický deník. Živil se také jako pojišťovací poradce či vedoucí městského informačního centra v Domažlicích.
Vystudoval integrovanou střední školu ve Stodu a politologii a mezinárodní vztahy na Fakultě filozofické Západočeské univerzity v Plzni (promoval v roce 2012 a získal titul Bc.).
Stanislav Antoš je ženatý a žije ve městě Domažlice, konkrétně v části Týnské předměstí.

## Politické působení
V komunálních volbách v roce 1994 byl zvolen jako člen ODS zastupitelem města Domažlice. Ve volbách v roce 1998 obhajoval mandát jako nestraník za Unii svobody, ale neuspěl (podobně ve volbách v roce 2002 jako nestraník za US-DEU).
Do městského zastupitelstva se vrátil, když ve volbách v roce 2006 vedl úspěšně z pozice nestraníka kandidátku KDU-ČSL. Do strany pak v průběhu volebního období vstoupil, nicméně ve volbách v roce 2010 se KDU-ČSL pod jeho vedením do zastupitelstva nedostala. Znovu se stal zastupitelem po volbách v roce 2014, kdy již po třetí vedl kandidátku KDU-ČSL. Navíc byl v listopadu 2014 zvolen druhým místostarostou města. Ve volbách v roce 2018 mandát zastupitele města obhájil, následně se stal 1. místostarostou města. Zvolen byl i ve volbách v roce 2022, členem rady města se však již nestal.
Několikrát neúspěšně kandidoval do Zastupitelstva Plzeňského kraje: ve volbách v roce 2004 jako nestraník za US-DEU, ve volbách v roce 2008 jako člen KDU-ČSL na kandidátce „Koalice pro Plzeňský kraj“ (tj. KDU-ČSL a SNK ED), ve volbách v roce 2012 jako člen KDU-ČSL na kandidátce „Koalice pro Plzeňský kraj“ (tj. KDU-ČSL, SsČR a Nestran.) a ve volbách v roce 2016 jako člen KDU-ČSL na kandidátce „Koalice pro Plzeňský kraj – KDU-ČSL, Strana zelených a hnutí Nestraníci“. Úspěšně kandidoval až v krajských volbách v roce 2024 jako člen KDU-ČSL na kandidátce subjektu „PRO NÁŠ KRAJ – PRO PLZEŇ a KDU-ČSL s podporou Svobodných, agrárníků, starostů a sportovců“.
Ve volbách do Poslanecké sněmovny PČR v letech 2010 a 2013 kandidoval za KDU-ČSL v Plzeňském kraji, ale zvolen nebyl. Ve volbách do Poslanecké sněmovny PČR v roce 2017 byl lídrem KDU-ČSL v Plzeňském kraji, ale neuspěl.
Dne 21. června 2023 byl zvolen novým starostou města Domažlice, když byl předtím ze své funkce odvolán dosavadní starosta města Radek Wiesner z hnutí ANO. K odvolání Wiesnera poznamenal sám Antoš: „Dlouhodobě jsme měli výhrady ke směřování města. Vadilo nám chaotické starostovo vedení a koncepce řízení města“.
Ve volbách do Senátu PČR v roce 2024 kandidoval za KDU-ČSL v rámci koalice „PRO NÁŠ KRAJ“ (tj. PRO PLZEŇ, KDU-ČSL a ADS) v obvodu č. 11 – Domažlice. Se ziskem 9,33 % hlasů skončil na 4. místě, a senátorem se tak nestal.